# Ånholm, Kimitoön
Ånholm är en ö i kommundelen Dragsfjärd i kommunen Kimitoön i landskapet Egentliga Finland. Ön ligger väster om Kasnäs, omkring 57 kilometer söder om Åbo och omkring 150 kilometer väster om Helsingfors.
Öns area är 23,3 hektar och dess största längd är 0,8 kilometer i nord-sydlig riktning.

## Etymologi
Förledet i Ånholm kommer från fornsvenskans 'arn' för örn. I dialekt har a-ljudet förlängts och övergått till å. Öar med namnen Ånholm eller Ånholmen förekommer i Finland i Brändö och Kumlinge på Åland, i Åbolands skärgård och i Borgå.